# Заволжье-пассажирская
Заволжье-пассажирская (официальное название Остановочный пункт 58 километр; также встречаются неофициальные названия Заволжье-пассажирский и Заволжье-пассажирское) — остановочный пункт Заволжского направления Горьковской железной дороги в городе Заволжье Нижегородской области.
Заволжье-пассажирская является конечным остановочным пунктом электропоездов, курсирующих по маршрутам Заволжье — Варя, Заволжье — Нижний Новгород-Московский и укороченному маршруту Заволжье — Правдинск. Электропоезда линии имеют составы по 6 и 8 вагонов.
Остановочный пункт расположен на конечном отрезке полотна железнодорожной линии, представляющем собой один тупиковый путь для пригородных поездов от станции Заволжье-товарная, — рельсы заканчиваются сразу за пассажирской платформой. Имеет одну высокую боковою платформу.
Со стороны платформы расположено каменное одноэтажное здание вокзала. Здание используется не только как железнодорожный, но и как автовокзал. В помещениях вокзала расположены: зал ожидания, билетные кассы, кафе, несколько торговых точек по продаже «товаров в дорогу», аптека, а также отделение полиции.
На вывесках на здании вокзала и на платформе название остановочного пункта указано как «Заволжье». В официальных расписаниях может указываться как официальное, так и неофициальное название, либо комбинация обоих названий: при таком двойном обозначении одно из них приводится в скобках.

## История
Строительство железной дороги в Заволжье началось одновременно со строительством самого города, так как дорога была необходима для обеспечения строительства плотины Горьковской ГЭС. Первый поезд со станции Правдинск пришёл в Заволжье 7 ноября 1948 года (участок от Горького (Нижнего Новгорода) до станции Правдинск был открыт в 1934 году). До 1960 года железнодорожная линия от станции Правдинск до Заволжья была ведомственной. Сквозного движения пассажирских поездов из Горького не существовало и людям приходилось делать в Правдинске пересадку из одного состава в другой, от жителей Заволжья властям поступало множество жалоб на данное неудобство.
В 1960 году линия от станции Правдинск до Заволжья была передана в состав дорог общего пользования. На рубеже 1960—1961 гг. были построены высокие пассажирские платформы, осуществлена электрификация постоянным током напряжением 3 кВ участков Горький — Починки и Варя — Починки — Гидроузел (Заволжье-пассажирская), смонтированы пять временных передвижных тяговых подстанций и запущены прямые электропоезда Ср3 из Заволжья в Горький и к станции Варя. В первой половине 1963 г. электрификация заменена на переменный ток напряжением 25 кВ, построена новая тяговая подстанция Высоково и в Заволжье запущены электропоезда ЭР7 и ЭР9. Временная эксплуатация электропоездов постоянного тока была вызвана необходимостью срочно наладить пригородное сообщение Горького с Балахной и Заволжьем, но отечественные заводы ещё только разрабатывали первые электропоезда переменного тока.
В 1970-х годах на линии Горький — Заволжье работал именной электропоезд ЭР9 № 06 — «Сормович».
В 2003—2004 годах был произведён капитальный ремонт здания вокзала.
В 2008 году на линии Нижний Новгород — Заволжье было организовано тактовое движение, и наряду с обычными запущены ускоренные электропоезда.
В 2014 году скорость движения поездов на Заволжском направлении была увеличена, вследствие чего время в пути до Вари и Нижнего Новгорода сократилось на 5 — 10 минут.
C 2014 года работают автоматические терминалы по продаже билетов на пригородные электропоезда.

## Происшествия
- 24 июня 2002 года около 2 часов ночи в вагоне № 32301 находившегося в Заволжье-пассажирском электропоезда № 6428 группой из двух человек было совершено разбойное нападение на спавшего там пьяного мужчину. В результате нападения спящий мужчина был жестоко избит, у потерпевшего были похищены личные документы, вещи и деньги на общую сумму 2000 рублей. Один из нападавших был задержан и осуждён по ч. 2 ст. 162 УК РФ к 5 годам лишения свободы. Личность второго нападавшего установлена не была.[12]
- 17 апреля 2022 года около 12 часов дня на переезде станции Трестьяны электричка ЭП3Д № 0027, следующая по маршруту № 6454 от Нижнего Новгорода, сбила машину марки Hyundai.[13]